# HD 2767
HD 2767 är en dubbelstjärna belägen i den mellersta delen av stjärnbilden Andromeda. Den har en skenbar magnitud av ca 5,88 och är svagt synlig för blotta ögat där ljusföroreningar ej förekommer. Baserat på parallax enligt Gaia Data Release 2 på ca 8,7 mas, beräknas den befinna sig på ett avstånd på ca 376 ljusår (ca 115 parsek) från solen. Den rör sig bort från solen med en heliocentrisk radialhastighet på ca 3,4 km/s.

## Egenskaper
Primärstjärnan HD 2767 A är en orange till gul jättestjärna av spektralklass K1 III. Den har en radie som är ca 11 solradier och har ca 70 gånger solens utstrålning av energi från dess fotosfär vid en genomsnittlig effektiv temperatur av ca 4 800 K.
Följeslagaren BD+32 81 är en stjärna av spektraltyp F med skenbar magnitud av 9,28, som delar radiell hastighet, parallax och egenrörelse med primärstjärnan. Den är belägen på ett beräknat avstånd av 6 536 AE, vilket betyder en separation av 56 bågsekunder från primärstjärnan.